# Jans Koerts
Jans Koerts (født 24. august 1969) var en professionel hollandsk cykelrytter fra 1992 til 2005 og kørte blandt andet for Festina, Rabobank og til sidst Cofidis.

## Doping
I 2007 har han indrømmet brug af doping mens han kørte. han indrømmemede det ca. da Rabobank trak Michael Rasmussen ud af Tour de France 2007. Den hollandske cykelrytter fortryder dog ikke, at han har brugt doping. Han siger
" På et bestemt tidspunkt i karrieren kommer du til et punkt, hvor du må beslutte dig. Enten må du betragte din karriere som forfejlet, eller du deltager. Jeg besluttede mig til at deltage"